# Neivamyrmex kuertii
Neivamyrmex kuertii es una especie de hormiga guerrera del género Neivamyrmex, subfamilia Dorylinae. Esta especie fue descrita científicamente por Enzmann en 1952.